# Trillium simile
Trillium simile là một loài thực vật có hoa trong họ Melanthiaceae. Loài này được Gleason miêu tả khoa học đầu tiên năm 1906.